# Н-1
Ракетно-космически комплекс H-1 (на руски: Ракетно-космический комплекс Н1; разг. „царь-ракета“; индекс ГУКОС – 11А52, накратко Н-1 или Н1) е съветска ракета носител от свръхтежък клас. Разработена е в средата на 60-те години на 20 век от ОКБ-1 (Опитно конструкторско бюро-1) под ръководството на Сергей Корольов, а след неговата смърт – под ръководството на Василий Мишин. Първоначално е предназначена за извеждане на ниска околоземна орбита на тежка (75 тона) орбитална станция с перспектива да осигури сглобяване на тежък междупланетен кораб (ТМК) за полети до Венера и Марс. С приемане на закъснялото решение по включването на СССР в т. нар. „лунна надпредвара“, програмата Н-1 е форсирана и ракетата става носител на експедиционния космически кораб Л3 в комплекса Н1-Л3 от съветската лунна програма. Цялата пилотирана лунна програма е строго секретна до 1989 г., когато стават известни нейният основен замисъл и техническите параметри на ракетата носител.. Работата по развитието на Н-1 е официално прекратена през 1976 г

## История

### Проект
Идеята за ракета, управлението на която да става посредством изменение в тягата на основните двигатели, не е нова, като за пръв път е предложена още в немския проект Р-12. Методът се нарича „разнотяг“. Този проект остава само на хартия, въпреки предимствата, които предлага. Възраждането на тази идея започва под ръководството на Сергей Корольов в ОКБ-1. Оригиналният проект е за ракета с товароподемност 50 тона, замислена като носител за военната космическа станция „Раскат“, също и за пилотирано облитане на Марс с помощта на ядрен двигател. Н1 е най-големият от трите предложени проекта на ОКБ-1; Н2 е по-малка и е предназначена да се конкурира с ракетата УР-200 на Владимир Челомей, както и много по-малката Н3, която да замени в бъдеще базовата ракета R-7 на Корольов. В този момент „Н“-серията също е строго „проект на хартия“.
За пръв път Н-серията е представена през декември 1959 г. заедно с конкурентните проекти, УР-700 на КБ Челомей и Р-56 на КБ Янгел. Тогава е свикано събрание на главните съветски ракетни конструктори, за да представят най-новите си проекти за армията. Военните плановици не виждат нужда от големите специализирани ракети и затова не осигуряват финансиране за тях.
На 23 юни 1960 г. излиза секретното постановление „Относно създаване на мощни ракети носители, спътници и космически кораби в 1960 – 1967 гг.“, в което се предвижда провеждане през 1960 – 1962 гг. на проектно-конструкторски изследвания за създаване на нова ракетна система със стартова маса 1000 – 2000 тона, разработка на мощни ракетни двигатели на водород, ядрени и електрореактивни двигатели и др.
През март 1961 г. е организирана разширена среща на Съвета на главните конструктори в Байконур с цел обсъждане на проекта Н1, в съответствие с постановлението. След доклада на Корольов се изказва и председателстващият Глушко, който високо оценил ескизния проект на Н1 и одобрява избраната стартова маса. По време на срещата двама конструктори на ракетни двигатели – В.Глушко и А.Исаев, и двама на авиационни – Н. Кузнецов и А. Люлька, изявяват желание за участие в разработката на двигатели за Н-1, като подписват съгласувано техническо задание. За разлика от други подобни проекти, в този са представени по три варианта двигатели за първа и втора степен поради липса на яснота кой тип ще е по-удачен за тежък носител.
През юни на Корольов е даден малък размер финансиране за развитие на проекта Н1 между 1961 и 1963 г..
Проектните материали по ракетата Н1 (общо 29 тома и 8 приложения) са разгледани през юли 1962 г. от експертна комисия под председателството на президента на Академията на науките на СССР М. В. Келдиш, в състава на която са видни учени, ръководители в различни министерства и ведомства, научноизследователски организации и промишлени предприятия. Комисията приема, че обосновката за създаване на Р.Н. Н1 е изпълнена на високо научно-техническо ниво и може да бъде вложена в основата на разработката за работната документация.
Някои от членовете на комисията се изказват за привличане на ОКБ-456 с ръководител Валентин Глушко, което е почти монополист в производството на ракетни двигатели в Съветския съюз. За задвижване на новата ракета Глушко предлага нов двигател – RD-270, работещ на токсични висококипящи компоненти асиметричен диметилхидразин (UDMH) и диазотен тетраоксид (N2O4). Тези прекурсори са широко използвани в съществуващите модели двигатели за военни балистични ракети (поради краткото време за зареждане и възможността за дълго съхранение). Недостатък е по-ниският специфичен импулс, по-високата цена на горивото и по-голямото тегло на резервоарите в сравнение с двигателите на керосин/течен кислород. Предложенията на Глушко са отхвърлени, тъй като евентуална авария на такъв тип ракета би разпръснала в атмосферата огромен отровен облак с непредвидими екологични последици.
Корольов също смята, че токсичният характер на UDMH-горивата е риск за безопасността при пилотираните космически полети и настоява да се използват стандартните кислород-керосинови двигатели. Глушко опонира, че САЩ имат 5-годишен опит в разработката на мощния кислород/керосинов двигател F-1, но все още са изправени пред проблеми със стабилността на горене, и смята за нереалистично и несправедливо да се очаква от него да заложи репутацията си с доставяне на подобен двигател буквално за една нощ. По-късно Глушко построява двигател керосин/течен кислород, по-мощен и от F-1, известен като RD-170, но неговото развитие се проточва повече от 20 години след ракетата Н1.
Разликата в мненията води до конфликт между Корольов и Глушко. През 1962 г. комисията се съгласява с Корольов. Тогава честолюбивият Глушко отказва сътрудничество по проекта Н-1 и предоставя своя двигател RD-270 на Владимир Челомей, който започва самостоятелна разработка на мощен носител.
След получени лично от Никита Хрушчов препоръки за ангажиране в проекта на ненатоварени авиациони КБ, Корольов избира да възложи двигателите на ОКБ-276 (Николай Дмитриевич Кузнецов) в г. Куйбишев, което разработва и произвежда мощни реактивни и винтови газотурбинни двигатели. На решението за кооперация повлиява и съседството на завода с филиал № 1 на ОКБ-1 и завод „Прогрес“, където се изготвяли корпусите на ракетите. На свой ред Исаев и Люлька се заемат да разработят кислородно-водородни РД за връхните степени в перспектива.
С постановление от 24 септември 1962 г. са определени обемите и сроковете за работа, осигуряващи началото на изпитанията в 1965 г. Започва работното проектиране и през 1963 г. работната документация е въведена в производство. През 1964 г. на ОКБ-1 са дадени 23 милиона рубли при потребност 45, на ОКБ Кузнецов – 20 при потребност 50, на Куйбишевския совнархоз – 9 при потребност 23 милиона. Естествено, започва изоставане от набелязаните срокове. Корольов многократно предупреждава, че изгубеното време ще струва много скъпо и като единствен изход от ситуацията решава да промени проекта в движение, предлагайки за първи път Н-1 като носител в еднопускова схема за лунна експедиция.

### Съветска лунна мисия
Когато САЩ обявяват през май 1961 г. своя проект за кацане на човек върху Луната, държавното ръководство замисля алтернативен проект за съветска лунна мисия. Установява се, че дори при използване на подход със сглобяване в орбита, лунните бустери и необходимото гориво са твърде големи и тежки за възможностите на всички съществуващи дотогава съветски ракети носители. До 1964 г. в СССР единна лунна програма все още не съществува поради спорове относно схемата на полета.
ОКБ-52 на Челомей предлага свой проект за лунна мисия с много малък риск. Вместо пилотирано кацане се предвижда серия от мисии, посредством които да се изпревари САЩ. Осъществяването на проекта е с новата ракета УР-500, известна също като „Протон“. За известно време, между 1961 г. и 1964 г., по-малко агресивното предложение на Челомей е било възприето, и развитието на неговия проект е с приоритет.
На представително съвещание Корольов анонсира еднопускова схема за полета към Луната, подобно на проекта Сатурн V. Ракетно-космическият комплекс вече се нарича Н1-Л3, където Н1 е ракетата носител, а Л3 – лунният комплекс. Увеличава се стартовата маса на ракетата до 2750 тона и броят двигатели на първата степен. Към трите степени на носителя се добавят блок „Г“ за разгон до Луната и блок „Д“ за преход на лунна орбита и прилуняване. Ракетата става петстепенна и с увеличена маса на полезен товар в орбита от 75 на 93 тона. На 3 август 1964 г. излиза постановление, в което за пръв път е казано, че важна задача в изследването на космическото пространство с ракетата H1-Л3 е Лунна експедиция. Началото на изпитанията е пренесено за 1966 г.
През 1965 г.ситуацията с проекта се усложнява за пореден път. От една страна действа постановлението от 1964 г., в което се предписва работа по проекта Н1-Л3. Оказва се че и Челомей няколко месеца преди свалянето на Хрушчов успява да издейства от него постановление за варианта с облитане на Луната чрез ракетата УР-500. Отново възникват два конкуриращи се проекта. След сложни консултации и задкулисни маневри е прието решение за обединяване на двата проекта. На 25 октомври 1965 г. излиза последното постановление, което задължава ОКБ-1 и ОКБ-52 – Корольов и Челомей – със съвместни усилия да решат задачите по пилотируемото облитане на Луната през 1967 г. Предвижда се и кацане на Луната през 1968 г. На Днепропетровското КБ (Янгел) е възложена разработката на лунния модул ЛК.
Корольов се старае да освободи ресурси и прекратява работата над някои проекти, други са прехвърлени. Възможно е Корольов да е планирал преразглеждане след време на някои свои решения, но му остава да живее само няколко месеца. Наследилият го Василий Мишин е добър ракетчик, но с конфликтен характер и не притежава необходимата за този пост политическа прозорливост.

## Основни характеристики на ракетата носител
Ракетата Н-1 е много необичайна, изпълнена е по схема със сферични подвесни баки, закрепени към носещата външна обшивка (самолетна схема тип „полумонокок“), и разположени в кръг двигатели на всяка степен. Благодарение на това в центъра на първата степен е предвиден отвор, в който при старт и подем на ракетата въздухът от околната атмосфера се ежектира посредством струите на двигателите във вътрешното пространство и излиза през отвори в близост до горната част. Образува се огромен въздушно-реактивен двигател, обхващащ цялата долна конструкция на първа степен. Даже без да се смята доизгарянето на горещите газове (а в изтичащите струи на двигателите винаги има остатък от гориво, което ще доизгаря) такава схема дава значителна добавка на тяга, увеличивайки ефективността.
Подредените в пръстен сопла на двигателите създават вариант на уникална тороидална система, която поддържа аеродинамичната ефективност в широк диапазон от височини над земната повърхност, независимо от различното атмосферно налягане. Двигателите с такъв тип сопла използват до 25 – 30% по-малко гориво и са подходящи дори и за едностепенни космически системи.
Степените на Н-1 се съединяват с преходни ферми, през които свободно да изтичат газовете при горещ пуск на следващата степен. Управлението по курса и тангажа се осъществява посредством разсъгласуване в тягата на противоположните двигатели, а по крена – с помощта на сопла, в които се подава газ, отведен от турбоагрегатите.
Ракетата носител във вариант Н-1-Л3 е изпълнена по последователна схема и включва 5 степени, на всяка от които се използват кислород-керосинови двигатели с променлива тяга. За монтирането на такива двигатели настоява Сергей Корольов.Разглеждани са два варианта за двигатели: сегашен и перспективен. По това време СССР няма технологични и инфраструктурни възможности за конструиране и производство на скъпи, високоенергийни кислород-водородни двигатели. Валентин Глушко директно отказва да конструира двигатели с променлива тяга и тяхното създаване е поръчано на авиокострукторското бюро на Николай Кузнецов, където разполагат с необходимия опит и устройства за регулиране на тягата при самолетните двигатели. Двигателите на Кузнецов не са достатъчно мощни (поради ограничените възможности на производственото оборудване) и затова се налага да бъдат монтирани в голямо количество, което предизвиква редица негативни ефекти.В „сегашния“ вариант на ракетата са предвидени 24 двигателя НК-15 за първата степен (по 150 тона тяга) и ежекция. По-късно, когато Н-1 е модифицирана за полет до Луната, Сергей Корольов добавя още 6 НК-15 в центъра на първата степен (блок А) и се отказва от ежекцията. В „перспективния“ вариант се е предполагало всичките 30 двигателя да бъдат заменени от дузина двигатели с тяга по шестстотин тона (подобни на 5-те F-1 при Сатурн V).Един от водещите съветски конструктори, Владимир Челомей, създател на ракетата носител Протон, намира за абсурден факта на монтирането на 30 двигателя в първата степен. Той направо заявява още през 1967 г., че в този вид Н-1 няма да полети никога.
Първата степен (блок А) трябва да работи между 115 и 125 s. На втората степен (блок Б) са монтирани 8 двигателя НК-15, които по разчет трябва да работят 120 s. На трета степен (блок В) са монтирани 4 от по-леките, но по-слаби двигатели НК-31, които трябва да работят цели 370 s. Това е причината в тази степен да се намират 175 тона гориво и окислител. На четвъртата степен (блок Г) е монтиран един двигател НК-19, който има възможност за многократно включване и изключване. На петата степен (блок Д) има двигател РД-58 (на Валентин Глушко), с възможност за работа от 600 s при режим на многократни изключвания. На базата на този двигател Глушко създава ускорителен блок, използван широко в по-нови руски разработки.
Сглобяването на целия ракетно-космически комплекс се осъществява на космодрума Байконур, поради невъзможност свръхгабаритните блокове (особено А и Б) да бъдат транспортирани от завода-производител „Прогрес“ в Самара, Русия, до стартовата площадка в Казахстан. За целта „Прогрес“ построява свой филиал близо до стартова площадка 112 на Байконур. От нея до стартова площадка 110 Н-1 е транспортирана в хоризонтално положение по две специално построени паралелни жп линии с помощта на мощни дизелови локомотиви.

## Безпилотни полети на Н-1
Общо са проведени четири опита за космически полет на ракетно-космическия комплекс Н1-Л3. Всички те са неуспешни и бележат провала на съветската лунна програма. Бордовата електронно изчислителна машина, разработена от НИИАП през 1969 година, дава толкова много грешки, че допускането ѝ за полет е невъзможно. В отстъпление от проекта е било решено да се започнат стартови изпитвания с аналогова система, без бордова ЕИМ. Това допълнително влошило параметрите на системата за управление. Интересно е да се отбележи, че СССР се отказва (за разлика от НАСА) от строителството на сложни и скъпоструващи наземни стендове за динамични и огневи изпитвания на отделните блокове на ракетата носител. Това е една от сериозните причини за загубата на половината от произведените ракети Н-1. Всички стартове са от стартова площадка 110 на космодрума Байконур.

### Първи полет
Първият старт на новата ракета носител Н-1(изделие № 3Л) е даден в 12 часа 18 минути 07 секунди на 21 февруари 1969 г., с товар безпилотен кораб Союз 7К-Л1. В резултат на пожар, възникнал в двигател № 2, огънят обхваща голяма част от основата на блок А. След 68 s пламъците прогарят изолацията на кабелите, включително и на силовите кабели с променлив ток. Тези кабели и контролните кабели на системата за управление на двигателите (КОРД) са били монтирани в общи кабелни снопове. През повредената от пожара изолация се подават фалшиви аварийни сигнали и системата КОРД изключва останалите двадесет и осем двигатели практически едновременно. Ракетата пада от височина 12,2 km по трасето, на 52 km от стартовата позиция. След аварията са разработени ред мероприятия, които веднага се прилагат на следващата Н1-№ 5Л. Силовите и контролните кабелни снопове са вече отделни, като в участъка край двигателите са с усилена топлозащита. На прибора КОРД е добавена схема за защита от смущения на захранването и други. Проблемите в полета на №3Л не са били случайност, а закономерно следствие от липсата на предварителни изпитвания с наземен стенд. Следващите събития напълно потвърждават това.

### Втори полет
Вторият старт на ракетата носител Н-1 (изделие № 5Л) с безпилотния модул 7К-Л1А/7К-Л1С (11Ф92) „Зонд-М“ (прототип на ЛОК) и макет на лунния кораб ЛК (11Ф94) е на 3 юли 1969 г. Този път става авария в двигател № 8 на блок А. Ракетата успява да се издигне само на 200 метра и системата КОРД отново започва да изключва двигателите. За 12 секунди са изключени всички двигатели, освен № 18. На 15-ата секунда сработват барутните двигатели на системата за аварийно спасяване и спускаемият апарат, отхвърлен от носителя, успешно се приземява. На 23-та секунда от полета ракетата пада на стартовата площадка. В резултат на най-големия взрив в историята на космонавтиката тежко е повреден целият стартов комплекс. За възстановяването му са нужни почти две години. След аварията са разработени ред мероприятия, които веднага се прилагат на следващите ракети. Въведена е блокировка на системата КОРД, забраняваща спиране на двигатели в първите 50 секунди от полета, като посредством пружинна система в рулевите механизми се гарантира безопасно отдалечаване на ракетата от стартовата площадка даже и в случай на изключено електрозахранване. Това изобретение е реализирано не само на следващите ракети H1, а се използва дори след 15 години на ракетата Энергия.

### Трети полет
Третият старт на ракетата носител Н-1 (изделие № 6Л) е на 27 юни 1971 г. Всички 30 двигателя на блок А работят нормално, но възниква непредвидена от конструкторите газодинамична сила, която завърта ракетата в опасна посока. Благодарение на нововъведената блокировка за предпазване на стартовия комплекс, полетът продължава. На 50 s от полета времето на блокировката изтича, системата КОРД изключва двигателите и Н-1 № 6Л се врязва в земята на 16,2 km от старта. От взрива се образува кратер с диаметър 45 m и дълбочина 15 m. Ракетата за малко не унищожава съседната стартова площадка № 31. Изследванията върху аварията с Н1 №6Л налагат сериозни газодинамични експерименти. Оказва се, че едва при третия пуск на Н1 напълно е проверена динамиката при изправно работещи двигатели. Реактивните струи на 30-те двигателя създават около надлъжната ос на ракетата непредвиден теоретично въртящ момент. Органите за управление нямат възможност да се справят, и ракета № 6Л губи устойчивост. Този негативен момент отсъства по време на първия полет, понеже още от старта ракетата е с два изключени двигателя. Въртящия момент тогава е бил в пределите на компенсация. За отстраняване на този недостатък при следващите ракети са добавени четири допълнителни рулеви двигателя на блок А.

### Четвърти полет
Четвърти, последен старт на ракетата носител Н-1 (изделие № 7Л) е даден на 23 ноември 1972 г. За този полет, изменения претърпява целият ракетно-космически комплекс. Монтирана е нова фреонова пожарогасителна система и малогабаритна, „аварийна“ телеметрична система. Променена е и конструкцията в основата на блок „А“ с цел постигане на по-добра симетрия. След петгодишно закъснение е монтирана бордова ЕИМ (БЦВМ Бисер). Тя осигурява възможност да се опрости релейната автоматика и значително подобрява параметрите на системата за управление. Новата система получава информация от над 13 000 датчика. Ракетата излита успешно. Двигателите работят устойчиво, всички параметри са в нормите. На 94 s от полета съгласно програмата са изключени шестте централни двигателя. На 104 s възниква проблем с двигател № 4. След още 3 s в опашния отсек на блок „А“ е отчетен силен взрив, който се е разпространил по цялата периферийна двигателна установка, разрушавайки долната част на сферичния резервоар с окислител. Теоретично енергоресурсите на ракетата са достатъчни (може да лети при отказ на два двигателя от блок А или един от блок Б), да се отдели първата степен по-рано, и пак да се достигнат нужните параметри на мисията. Алгоритмите за управление на полета обаче не допускат такава възможност. Ракетата се взривява във въздуха на парчета. Аварийната комисия достига до заключение:
| “ | Ракетата пролетява без забележки 106,93 s, но 7 s до разчетеното време за отделяне на 2-рата степен възниква практически мигновено разрушение в турбопомпата за окислителя на двигател № 4, което води до ликвидация на ракетата. | ” |

ОКБ на Кузнецов не са съгласни с това заключение. Според главния конструктор на Куйбишевския (НПП) „Труд“ В. Орлов, аварията е причинена от разрушена тръба, подаваща кислород към ЖРД №4, вследствие на хидравличния удар, получил се от рязкото изключване на ЦДУ: 6-те централни двигатели на Н-1, съгласно циклограмата, 80 – 90 s след старта се изключват с цел икономия на гориво и намаление на претоварването.

## Край на работата по развитието на ракетата
След провала на безпилотните полети са проведени множество мероприятия за развитието на Н-1. Модернизираният носител Н-1Ф (с новите двигатели НК-33) е готов за пореден старт през август 1974 г. Тогава в автоматичен режим трябва да бъде изпълнена цялата полетна програма до Луната и обратно. Едва тогава са планирани пет полета с пилотирани космически кораби.
Лунната надпредвара е загубена от СССР и генералният конструктор Валентин Глушко (заменил междувременно на поста Василий Мишин) прекратява съветската лунна програма с мълчаливото съгласие на висшите партийни и държавни ръководители. Работата по усъвършенстване на ракетата носител продължава още две години и през 1976 г. е окончателно прекратена. Целият проект струва на СССР повече от 5 (по други данни 12) млрд. рубли. Построени са 10 екземпляра Н-1. От тях 4 са загубени по време на изпитванията. 2 от останалите 6 са подготвени за орбитална станция от тип Скайлаб, но висшето ръководство на страната не разрешава изстрелванията. Последните 4 ракети са изпратени за утилизация.

## Резултати
СССР стартира разработката на свръхтежък носител със закъснение от пет години спрямо САЩ и логично губи лунната надпревара. В проекта на Сергей Корольов се наблюдават редица регресивни технически решения – повече степени, по-голямо количество двигатели, голяма сумарна тяга при малък размер на соплата на блок А, отказ от използването на високоенергийни кислород-водородни двигатели за връхните степени, сравнително малък полезен товар за размерите на ракетата. Независимо от това Н-1 е с приблизителните параметри на легендарния носител Сатурн V. Отначало ракетата е предназначена за сглобяване на ниска околоземна орбита на тежък междупланетен кораб (ТМК) за полети до Венера и Марс, а също така и като носител в нереализирания проект за тежък марсоход „Марс-4НМ“. След несполучливите стартове на Н-1 всички мащабни начинания са изоставени поради липсата на свръхтежка ракета носител. Такава се появява десет години по-късно, но и новият проект също не получава възможност за развитие.
През 1976 г. се започва работа по космическата програма „Енергия – Буран“, успешно използваща принципно нова свръхтежка ракета носител „Энергия“, на база на която е разглеждан, но не е бил реализиран нов проект за пилотируем полет до Луната („Вулкан – ЛЭК“).

## Сравнителни данни на ракетите Н1 и Сатурн-5
| Височина, m                                     | 105,3              | 110,6          |
| Диаметър, m                                     | 17                 | 10             |
| Стартова маса на ракетата, t                    | 2735               | 2965           |
| Сумарна тяга, tf                                | 4600               | 3500           |
| Маса в орбита на Земята, t                      | 95                 | 140            |
| Маса в орбита на Луната, t                      | 31                 | 46,8           |
| Маса на лунния кораб, t                         | 5,6                | 14,5           |
| Първа степен, двигатели                         | 30 НК-15           | 5 F-1          |
| Втора степен, двигатели                         | 8 НК-15            | 5 J-2          |
| Трета степен, двигатели                         | 4 НК-31            | 1 J-2          |
| Четвърта степен, двигател                       | НК-19              | —              |
| Пета степен, двигател                           | РД-58              | —              |
| Първи полет                                     | 21.02.1969 г.      | 9.11.1967 г.   |
| Последен полет                                  | 23 ноември 1972 г. | 14 май 1973 г. |
| Успешни полети                                  | 0                  | 13             |
| Неуспешни полети                                | 4                  | 0              |
| Източници: (1)ЧЕЛОВЕК И ЛУНА Часть 1(2)Сатурн V |                    |                |

## Галерия
- Н-1, снимка от разузнавателния спътник на САЩ KH-8 Gambit, 19 септември 1968 г.
- Схема на степените
- Компановка на главната част с комплекса Л3

## Видео
- «Царь-ракета. Прерванный полёт»
- Стартовый комплекс ракеты Н1-Л3 // Центр научфильм
- Наземный стартовый комплекс ракеты Н1-Л3. (1960 – 1969) // 11 сюжетов, Хронометраж: 0:41:49 /14.11.2012
- Soviet N1 moon rocket exploding-3.07.1969
- Империя Королёва 3 серия

|  | Тази страница частично или изцяло представлява превод на страницата „Н-1“ в Уикипедия на руски. Оригиналният текст, както и този превод, са защитени от Лиценза „Криейтив Комънс – Признание – Споделяне на споделеното“, а за съдържание, създадено преди юни 2009 година – от Лиценза за свободна документация на ГНУ. Прегледайте историята на редакциите на оригиналната страница, както и на преводната страница, за да видите списъка на съавторите. ВАЖНО: Този шаблон се отнася единствено до авторските права върху съдържанието на статията. Добавянето му не отменя изискването да се посочват конкретни източници на твърденията, които да бъдат благонадеждни. |